# Convento de las Dominicas de Altagracia (Ciudad Real)
El convento de Nuestra Señora de Altagracia de las Dominicas fue un edificio de la ciudad española de Ciudad Real erigido en el siglo XV, que se situaba en la calle Altagracia. Destruido en el siglo XX, de él solo se conserva la portada principal, emplazada a modo de monumento en una de las rotondas de la Ronda de Santa María, aunque la mayor parte de sus elementos no son originales sino réplicas.

## Historia
Con la llegada de los dominicos a Ciudad Real en el siglo XIV, el convento fue fundado en 1435 después que el abogado de los Reales Concejos Alfonso Pérez de Ledesma y Mencía Alonso de Villaquirán, vecinos de Ciudad Real, dispusieran en su testamento, que la casa de su morada se dedicara a levantar un convento de dominicas bajo la advocación de Nuestra Señora de Gracia.

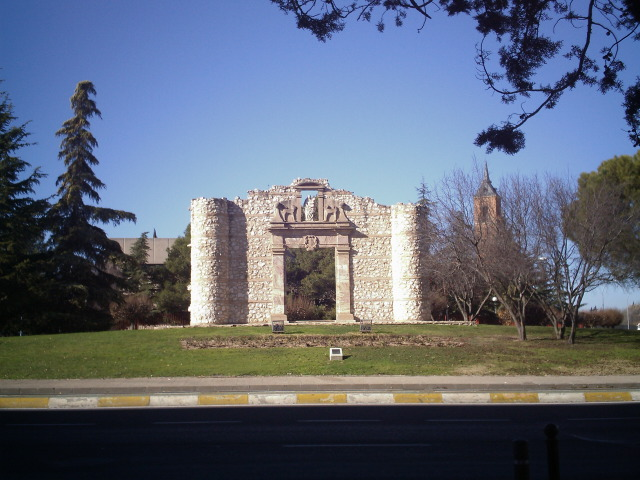
La puerta del convento en su ubicación actual

El 2 de febrero de 1903 se produjo un hundimiento, provocado inicialmente por la caída de una cornisa, que acabó con la vida a una monja e hirió a otras dos. En 1964 la madre priora comunicó al obispo y al Delegado de la Vivienda el mal estado en que se encontraba el convento. Al año siguiente, dos monjas tuvieron que abandonar sus celdas por el peligro de derrumbe de las cubiertas que había en ellas. Recomendaron a las religiosas edificar otro convento de nueva planta porque, según los técnicos de le época, «gastar dinero en éste era totalmente inútil». En 1968 se cerró la iglesia a los fieles y fue declarada en estado de ruina. Fue destruido en 1969 debido a su mal estado, por lo que las hermanas dominicas se mudaron al nuevo convento de las dominicas de San Martín de Porres en nueva barriada construida en la época de Pío XII, de nueva construcción y propiedad del obispado de Ciudad Real.
Algunas columnillas y la rejilla hoy en el nuevo convento, son lo único que queda del antiguo convento además de la portada principal que actualmente se encuentra en la Ronda de Santa María en una de las rotondas. Al estar ubicada frente al lugar donde anteriormente se encontraba la Puerta de Santa María de la muralla de la ciudad, esto ha hecho llevar a muchos al error de pensar que la portada del convento es dicha puerta de la antigua muralla.
Durante la Guerra de la Independencia Española la hermandad de Jesús Nazareno de Ciudad Real trasladó su imagen de la iglesia de San Pedro al convento para ocultarla y evitar su robo o destrucción.